# إدارة رخص البرمجيات
هي الاداة لإدارة البرمجيات المستخدمة من قبل بائعي البرامج المستقلة أو عن طريق المنظمات المستخدمة والنهائية للسيطرة على أين, وكيف, تروج منتجات البرمجيات القادرة على تشغيل مدراء ترخيص حماية بائعي البرامج من الخسائر الناجمة عن قرصنة البرمجيات و تمكين المنظمات المستخدمة للامتثال للاتفاقات و ترخيص البرمجيات. مديري الترخيص تمكين بائعي البرامج لتقديم مجموعة واسعة من نماذج الترخيص البرمجيات استخدام مركزية، مثل تنشيط المنتج ، و التراخيص محاكمة ، و تراخيص الاشتراك ، التراخيص المبنية على الميزة، و العائمة الترخيص من حزمة البرامج نفسها أنها توفر لجميع المستخدمين.
وقال مدير ترخيص يختلف عن أداة لإدارة الأصول البرمجيات، والتي توظف المنظمات المستخدم النهائي لإدارة البرامج التي رخصت من العديد من بائعي البرامج . ومع ذلك ، تتضمن بعض أدوات إدارة أصول البرمجيات وظائف إدارة الترخيص.
وتستخدم هذه للتوفيق بين تراخيص البرمجيات و تركيب البرمجيات ، وعموما تشمل اكتشاف الجهاز ، وجرد البرمجيات ، والامتثال الترخيص، ومهام إعداد التقارير.
الفوائد الرئيسية من هذه الأدوات لإدارة البرامج هي أنها تقلل كثيرا من صعوبة ، والتكلفة، و الوقت اللازم لإعداد التقارير و يمكن أن تزيد الشفافية التشغيلية للحيلولة دون تكاليف التقاضي المرتبطة البرمجيات سوء الاستخدام، على النحو المنصوص عليه بموجب قانون ساربينز أوكسلي .